# Teenage Mutant Ninja Turtles: Turtles in Time
Teenage Mutant Ninja Turtles: Turtles In Time (в Европе — Teenage Mutant Hero Turtles: Turtles In Time) — игра для аркадных автоматов, созданная Konami. Продолжение оригинальной аркадной игры Teenage Mutant Ninja Turtles (TMNT), представляющее собой скроллер в жанре Beat 'em up по мотивам мультипликационного телевизионного сериала 1987 года. Первоначальная аркадная версия была портирована на игровую приставку SNES, где выступила в роли сиквела игры Teenage Mutant Ninja Turtles III: The Manhattan Project. В том же году на Sega Mega Drive/Genesis была выпущена игра Teenage Mutant Ninja Turtles: The Hyperstone Heist, заимствующая многие элементы.
По прошествии лет аркадная версия игры Turtles in Time во второй раз была издана на современных игровых консолях. Незначительно модифицированная версия игры была включена в игру 2005 года Teenage Mutant Ninja Turtles 3: Mutant Nightmare в качестве заблокированного бонуса. В августе 2009 года Ubisoft выпустила современный ремейк в 3D, Teenage Mutant Ninja Turtles: Turtles in Time Re-Shelled, в рамках сервисов Xbox Live Arcade и PlayStation Network.

## Сюжет

Финальная схватка со Шреддером. Аркадный автомат. На заднем плане — похищенная статуя

Вводная кат-сцена разъясняет детали сюжета. История начинается, когда черепашки смотрят вечерний выпуск новостей в воскресенье, в котором Эйприл О’Нил ведёт репортаж с острова Свободы. Внезапно появляется Крэнг, летящий в своём гигантском антропоморфном роботе (замечен несколько раз в сериале), который похищает Статую Свободы. Через мгновения после этого Шреддер производит вторжение в телевизионный сигнал, чтобы посмеяться над черепашками.
Действие начинается в центре Нью-Йорка, черепашки преследуют клан Фут на городских улицах и спускаются в городскую канализацию (на SNES-версии после канализации следует уровень на Технодроме), после чего Шреддер открывает разрыв времени, который захватывает черепашек. Для возвращения в своё время черепашки должны победить армию Шреддера как в прошлом, так и в будущем.

## Геймплей
Черепашками могут управлять до четырёх игроков (до двух в версии для SNES/Super Famicom). Каждая черепашка имеет как сильные, так и слабые стороны. Ключевыми особенностями этой игры является возможность наносить сильный удар после нескольких последовательных обычных ударов, а также возможность бросать солдатов клана Фут, нанося при этом повреждения находящимся поблизости врагам.
Управление персонажами в целом аналогично предыдущей аркадной игре — d-pad для перемещения, отдельные кнопки для атаки и прыжка. При помощи определённых комбинаций d-pad'a и кнопок черепашка переходит на бег, производит касательную атаку или атаку с разбега, высокий прыжок, обычный удар или удар ногой в прыжке, а также особые приёмы. Игрокам предстоит провести черепашек через несколько уровней, начиная с города Нью-Йорк, перемещаясь впоследствии по разным уровням, символизирующим разные исторические эпохи. В каждом уровне черепашки сражаются с врагами как из мультсериала 1987 года, так и из фильма «Черепашки-ниндзя II: Тайна изумрудного зелья», включая солдатов клана Фут, каменных солдат, а также Токку и Разара в качестве босса одного из уровней.

## Разработка
Оригинальный саундтрек к игре создал композитор Мицухико Идзуми, который также написал музыку к первой аркадной игре в серии. Адаптацию для порта на SNES выполнили Кадзухико Уэхара и Харуми Уэко, которые также были вовлечены в создание нескольких игр от Konami, в их числе очередную игру во вселенной TMNT — Tournament Fighters. В дополнение к оригинальной звуковой дорожке, в демонстрационном режиме аркадной версии была использована музыкальная композиция «Pizza Power», позаимствованная из живого концерта TMNT, известного как «Coming Out of Their Shells Tour». Игровая музыка была включена в музыкальный сборник Konami All-Stars 1993 ~ Music Station of Dreams, изданный в 1992 году лейблом King Records.
В версии 2005 года, включённой в игру Mutant Nightmare, используются другая музыка и озвучивание, обновлённые для соответствию мультсериалу 2003 года. То же относится и к ремейку Turtles In Time: Re-Shelled.

## Издание

### SNES/Super Famicom
Японская версия игры сохранило своё аркадное наименование. Версия для SNES при издании в США и Австралии была названа Teenage Mutant Ninja Turtles IV: Turtles in Time, а при издании в Европе — Teenage Mutant Hero Turtles IV: Turtles in Time, чтобы игра встала в ряд с тремя первыми играми по вселенной TMNT, которые вышли на NES, несмотря на то что в Европе официально не была издана третья игра серии — The Manhattan Project. Как и в случае с портом первой аркадной игры на NES/Famicom, в порте этой игры также присутствуют значительные отклонения от оригинала как во внешнем виде, как и в части игрового процесса. Хотя в SNES версии отсутствуют некоторые элементы анимации и графические эффекты, в ней активно используются возможности режима 7 для эффекта перемещения вперёд на уровне «Neon Night-Riders», возможность придания уникальных оттенков цвета коже черепашек, и, главное, возможность кидать солдатов клана Фут в сторону экрана, об который они «ударяются». Первая битва со Шреддером была изменена с использованием режима 7 так, что игрок должен использовать приём «броска в экран», чтобы попасть в находящегося на переднем плане Шреддера. Также в версии SNES отсутствуют определённые голоса как для черепашек, так и для боссов, а заглавная тема аркадной версии «Pizza Power» заменена инструментальной версией заглавной песни мультсериала.
В игровой процесс версии SNES также были внесены разные изменения. Сеттинг аркадной игры помещён в 1991 год, тогда как сеттинг версии SNES перенесён на год позже — в 1992 год. Уровни «Sewer Surfin'» и «Neon Night-Riders» выступают в качестве бонус-уровней, а также добавлен новый уровень на Технодроме. Были добавлены пять боссов: Слэш (заменивший грязевого человека), Крысиный Король, боевое орудие Шреддера, а также дуэт Рокстеди и Бибоп (заменившие Току и Разара, которые стали боссом на новом уровне Технодрома). Последний босс заменён на Супер-Шреддера из фильма «Черепашки-ниндзя II: Тайна изумрудного зелья» (встречавшийся ранее в игре Teenage Mutant Ninja Turtles III: The Manhattan Project на NES). Также были добавлены новые рядовые враги: Roadkill Rodneys (заменившие роботов-боксеров) и роботов Крысоловов. Также в игру добавлены новые режимы: игра на время и режим единоборства для двоих игроков. В соответствии с аркадной версией каждая черпашка имеет уникальные характеристики скорости и силы. Также был введён специальный приём, позволяющий игроку намеренно выбросить врага в экран (вместо случайного события), что является необходимым навыком для победы над Шреддером в конце нового уровня Технодрома.

### Заблокированная игра вMutant Nightmare
Чтобы разблокировать оригинальную аркадную версию в игре Teenage Mutant Ninja Turtles 3: Mutant Nightmare необходимо выполнить первый набор миссий. Игра в целом соответствует оригиналу, однако убран счётчик очков, саундтрек заменён на новый (ввиду правового спора на оригинальный саундтрек), голоса переозвучены, а также наблюдается небольшое непостоянство скорости игры в сравнении с аркадной версией. Для игры за нескольких персонажей игра требует подключения контроллеров к определённым портам. То есть, например, на PS2 без использования устройства «multitap» невозможна игра за Донателло и Рафаэля, так как PS2 в обычной конфигурации обладает только двумя контроллерами.

## Критика
| Иноязычные издания | Иноязычные издания |
| Издание            | Оценка             |
| ------------------ | ------------------ |
| AllGame            | [ 8 ]              |
| Nintendo Power     | 4/5                |
| Nintendojo         | 9,4/10             |
| Mean Machines      | 80 %               |

Игра Turtles in Time после выхода стала крупнейшим успехом Konami на рынке аркадных машин. Критики отмечали, что игра во многом схожа с первой аркадной игрой, но находили её полностью превзошедшей во всех аспектах, включая графику, музыку и геймплей. В целом, игра положительно оценивалась за близость к духу оригинального сериала.
Версия SNES получила положительные отзывы за дополнительные уровни и новые форматы геймплея. Как и аркадная игра, версия SNES была высоко оценена за графику, которая следует за стилем мультсериала. Также удостоились похвалы музыка и звуковые эффекты. Однако, игра получила критику за повторяющийся игровой процесс и небольшую продолжительность. Несмотря на это, издание Nintendojo назвала Teenage Mutant Ninja Turtles IV: Turtles in Time лучшей игрой во вселенной TMNT за всю историю.

### Ремейк
Основными особенностями вышедшей в 2009 году игры Teenage Mutant Ninja Turtles: Turtles in Time Re-Shelled стали новая графика и новый звук. Графика была полностью переделана, и черепашки теперь могут перемещаться в настоящих трёх измерениях. Вступительный и финальный ролики стилизованы под двумерную графику. В игру включены голосовые комментарии из оригинальной аркадной игры, переозвученные актёрами мультсериала 2003 года. Также была заменена музыка для каждого уровня. Re-Shelled — это переиздание именно аркадной версии, а не версии SNES, поэтому все упомянутые выше дополнительные уровни и враги, появившиеся в домашней версии, были исключены. За исключением того, что черепашки теперь могут атаковать в восьми направлениях, игра осталась в основном прежней. При совместной игре через интернет возможна игра сразу за четырёх черепашек. В этой игре представлены: режим «выживание», режим «быстрая игра», а также поддержка «достижений»/«трофеев».